# Gästgivartjärnen, Härjedalen
Gästgivartjärnen är en sjö i Härjedalens kommun i Härjedalen och ingår i Ljusnans huvudavrinningsområde.